# Лордкипанидзе (род)
Лорткипанидзе (груз. ლორთქიფანიძე) — грузинский княжеский род из Имеретии, известный с 1412/1442 годов.
До присоединения Грузии к России Лорткипанидзе были подданными имеретинских царей. В Российской империи род был признан в княжеском достоинстве в соответствии с указом 1850 года.